# ادزل سیتیشن
ادزل سیتیشن (Edsel Citation) خودرویی است که در سال‌های ۱۹۵۸تولید شده‌است. وزن آن در حالت طبیعی ۴٬۱۳۶ پوند (۱٬۸۷۶ کیلوگرم) است. سیستم جعبه‌دندهٔ آن ۳ دنده به صورت خودکار است.